# Nadine Labaki
Nadine Labaki (Beirute, Líbano, 18 de fevereiro de 1974) é uma atriz, roteirista e cineasta libanesa. Como reconhecimento, foi nomeada ao Óscar 2019 na categoria de Melhor Filme Estrangeiro por Capharnaüm (2018).